# Raphael Sbarge
Raphael Sbarge (New York, 12 februari 1964) is een Amerikaans acteur, filmproducent en filmregisseur.

## Biografie
Sbarge komt uit een theater georiënteerde familie, zijn moeder was een kledingontwerpster en zijn vader was een artiest, schrijver en toneelregisseur. Hij begon al op vijfjarige leeftijd met zijn carrière in Sesame Street.
Sbarge was van 1994 tot en met 2010 getrouwd en heeft hieruit twee kinderen, en woont nu in Los Angeles en New York.

## Filmografie

### Films
Selectie:
- 2025: The History of Sound - als Lionel Sr.
- 2023: The Exorcist: Believer - als Pastoor Don Revans
- 2002: Home Room – als detective Macready
- 2001: Pearl Harbor – als hulp van Kimmel
- 1999: Shiloh 2: Shiloh Season – als Dr. Collins
- 1999: Message in a Bottle – als Andy
- 1998: BASEketball – als spreker van Minnesota
- 1996: Independence Day – als commandant / monteur
- 1983: Risky Business – als Glenn

### Televisieseries
Uitgezonderd eenmalige gastrollen.
- 2022: Gaslit - als Charles Shaffer - 2 afl.
- 2022: The Resident - als luitenant-gouverneur Beaumont - 2 afl.
- 2011 – 2018: Once Upon a Time – als Archie Hopper – 46 afl.
- 2017: Longmire - als agent Decker - 3 afl.
- 2017: Law & Order True Crime - als Jon Conte - 2 afl.
- 2014 - 2016: Murder in the First - als David Molk - 32 afl.
- 2013: Necessary Roughness - als Carl Weber - 2 afl.
- 2010 – 2011: The Secret Life of the American Teenager – als Dave – 2 afl.
- 2010: Dexter – als Jim McCourt – 3 afl.
- 2009: The Young and the Restless – als agent Aucker – 6 afl.
- 2008 – 2009: Prison Break – als Ralph Becker – 6 afl.
- 2007: Grey's Anatomy – als Paul – 2 afl.
- 2007: 24 – als Ray Wallace – 4 afl.
- 2005: Just Legal – als pastoor Ross – 2 afl.
- 2005: CSI: NY – als officier van justitie Latham – 2 afl.
- 2005: ER – als mr. Kirkendall – 2 afl.
- 2001 – 2004: The Guardian – als Jake Straka – 67 afl.
- 1999 – 2000: Profiler – als Danny Burke – 4 afl.
- 1996: Star Trek: Voyager – als Michael Jonas – 5 afl.
- 1995: Murder, She Wrote – als Peter Franklin – 2 afl.
- 1986: Better Days – als Brian McGuire – 11 afl.

### Computerspellen
- 2021: Mass Effect: Legendary Edition - als Kaidan Alenko
- 2012: Mass Effect 3 – als Kaidan Alenko
- 2010: Mass Effect 2 – als Kaidan Alenko
- 2007: Mass Effect – als Kaidan Alenko
- 2007: Medal of Honor: Vanguard – als Mike Slauson
- 2005: Star Wars: Republic Commando – als Delta 62
- 2004: Star Wars: Knights of the Old Republic II: The Sith Lords – als Carth Onasi
- 2004: EverQuest II – als stem
- 2003: Star Wars: Knights of the Old Republic – als Carth Onasi
- 2000: Star Wars: Force Commander – als Dellis Tantor
- 1998: Star Wars: Rogue Squadron – als Dack Ralter
- 1998: Grim Fandango – als Terry Malloy

### Filmproducent/filmregisseur
- 2023: Watts Action - documentaire
- 2022: Only in Theaters - documentaire
- 2020: Lewis MacAdams: A Celebration of Life - documentaire
- 2019: The Tricky Part - film
- 2019: LA Foodways - documentaire
- 2017: The Bird Who Could Fly - korte film
- 2015: A Concrete River: Reviving the Waters of Los Angeles - korte documentaire
- 2014: Is There Hope for Planet Earth - korte documentaire
- 2013: On Begley Street - televisieserie - 8 afl.
- 2013: Jenna's Studio - televisieserie - ? afl.

## TheaterwerkBroadway
- 1999 Voices in the Dark – als Owen
- 1994 – 1995 The Shadow Box – als Mark
- 1993 The Twilight of the Golds – als David Gold
- 1988 Ah, Wilderness! – als Richard Miller
- 1982 The Curse of an Aching Heart – als Martin Thomas Walsh

- Biblioteca Nacional de España: XX4941539
- Bibliothèque nationale de France: cb142247967 (data)
- International Standard Name Identifier: 0000 0000 7827 2082
- Library of Congress Control Number: n2005062699
- Virtual International Authority File: 120167049